# Pseudogonatodes manessi
Espèce
Statut de conservation UICN

 LC  : Préoccupation mineure
Pseudogonatodes manessi est une espèce de geckos de la famille des Sphaerodactylidae.

## Répartition et habitat
Cette espèce est endémique du Venezuela. Elle se rencontre dans les États de Miranda, d'Aragua et de Sucre. On la trouve entre 500 et 1 330 m d'altitude. Elle vit dans la forêt tropicale humide.

## Étymologie
Cette espèce est nommée en l'honneur de Scott J. Maness.

## Publication originale
- Avila-Pires & Hoogmoed, 2000 : On two new species of Pseudogonatodes Ruthven, 1915 (Reptilia: Squamata: Gekkonidae), with remarks on the distribution of some other sphaerodactyl lizards. Zoologische Mededelingen Leiden, vol. 73 n. 12, p. 209-223 (texte intégral).